# Odyssey-Serie
Magnavox Odyssey ist der Markenname von Magnavox’ Serie von Spielkonsolen. Die Serie umfasst die Konsole Magnavox Odyssey (1972) und die Nachfolge-Konsolen Magnavox Odyssey 100 (1975) bis Magnavox Odyssey 4000 (1977) sowie die Konsole Magnavox Odyssey 2 (1978; US-amerikanische Variante des Philips Videopac G7000). Philips Odyssey ist der Markenname für die Spielkonsolenserie von Philips, die die Spielkonsolen Philips Odyssey 200 (1976) bis Philips Odyssey 2100 (1978) sowie den Philips Videopac G7000 (1978) umfasst. Dieser Artikel gibt einen Überblick über all diese Systeme.

## Magnavox Odyssey (1972)

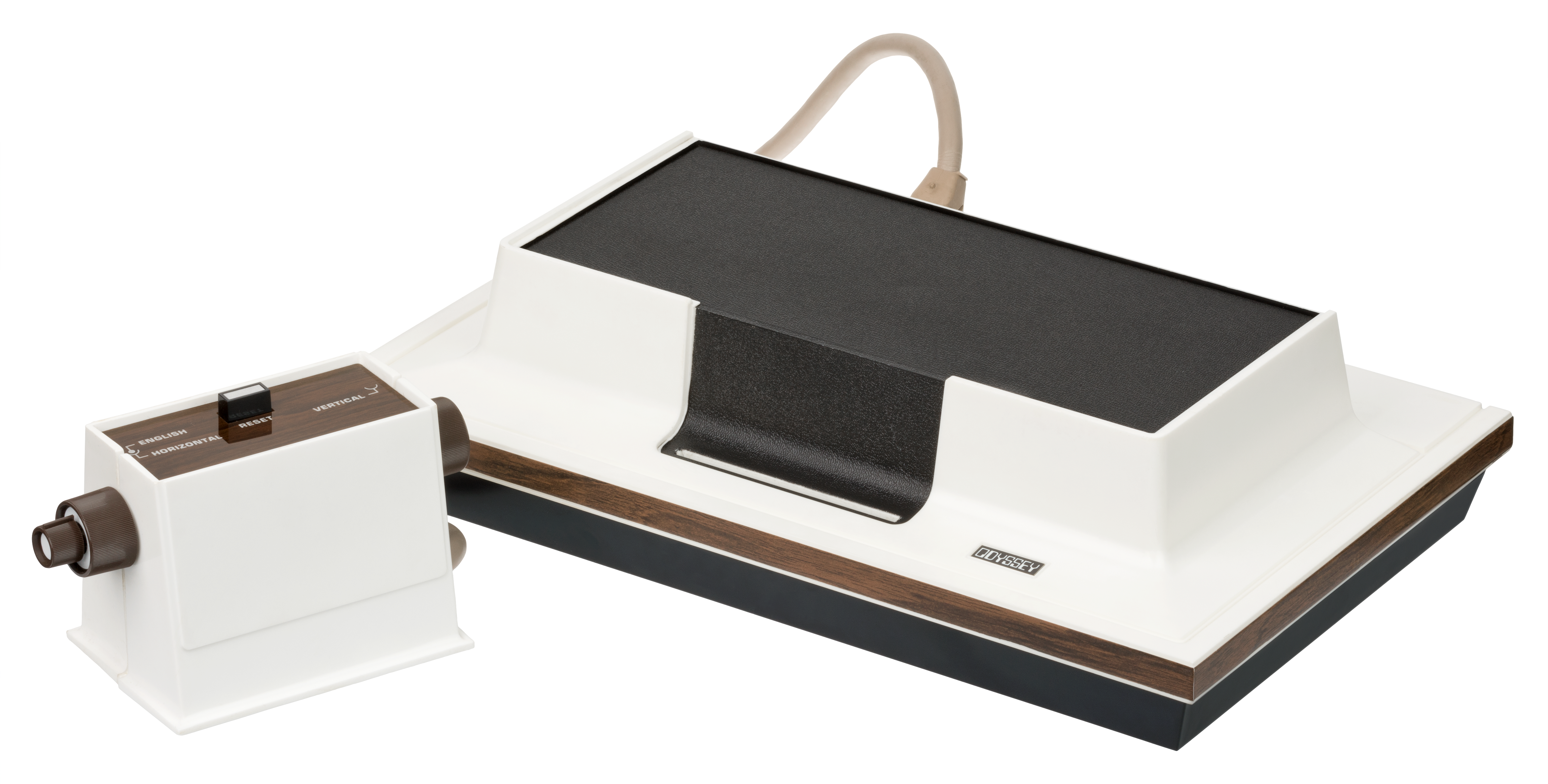
Eine Magnavox Odyssey mit dazugehörigem Controller

Die Magnavox Odyssey ist die erste kommerzielle Spielkonsole und wurde erstmals am 11. September 1972 in den Vereinigten Staaten und später in anderen Ländern veröffentlicht. Prototyp war die von 1966 bis 1968 von Ralph H. Baer entwickelte Brown Box. In Deutschland wurde die Konsole erstmals 1973 von ITT auf der Funkausstellung in Berlin unter dem Namen Odyssee vorgestellt. Der Startpreis der Konsole betrug in den USA 100 US-Dollar. Auf den Controllern sind auf der rechten und linken Seite Drehregler („Paddles“) angebracht.

## Magnavox-Odyssey-Serie (1975–1977)
Der Magnavox Odyssey folgten diverse Nachfolger-Konsolen: Zwischen 1975 und 1977 wurden insgesamt acht verschiedene Spielkonsolen von Magnavox nach dem Aufkauf von Philips im Jahr 1974 veröffentlicht. 1975 erschien die Magnavox Odyssey 100 und im Jahr darauf vier weitere Nachfolger-Konsolen, die Magnavox Odyssey 200, Magnavox Odyssey 300, Magnavox Odyssey 400 und Magnavox Odyssey 500 genannt wurden. Bis 1977 erschienen noch die Modelle 2000, 3000 und 4000. Das Modell 5000 blieb in der Entwicklung und wurde nicht veröffentlicht. Die Modelle unterscheiden sich nur geringfügig, meist beim Design des Gehäuses, der Grafikfähigkeiten oder den eingebauten Spielen, voneinander.

### Magnavox Odyssey 100

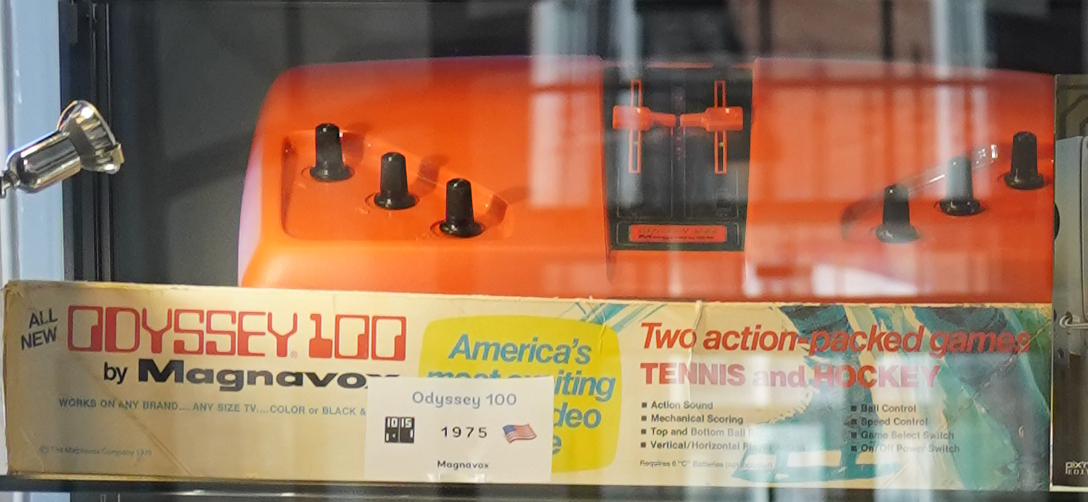
Eine Magnavox Odyssey 100

Die Magnavox Odyssey 100 wurde 1975 auf den Markt gebracht. Sie basiert auf vier Schaltkreisen von Texas Instruments und konnte lediglich zwei Spiele abspielen (Tennis und Hockey). Sie wird entweder über sechs C-Batterien oder über ein 9-Volt-Netzteil betrieben. Links und rechts von dem Gehäuse sind jeweils drei Paddles angebracht, die es dem Spieler ermöglichen, ihren Spieler (dargestellt als einen Balken) horizontal oder vertikal zu bewegen. Mit dem dritten Paddle können die Spieler den Ball selbst vertikal steuern.

### Magnavox Odyssey 200

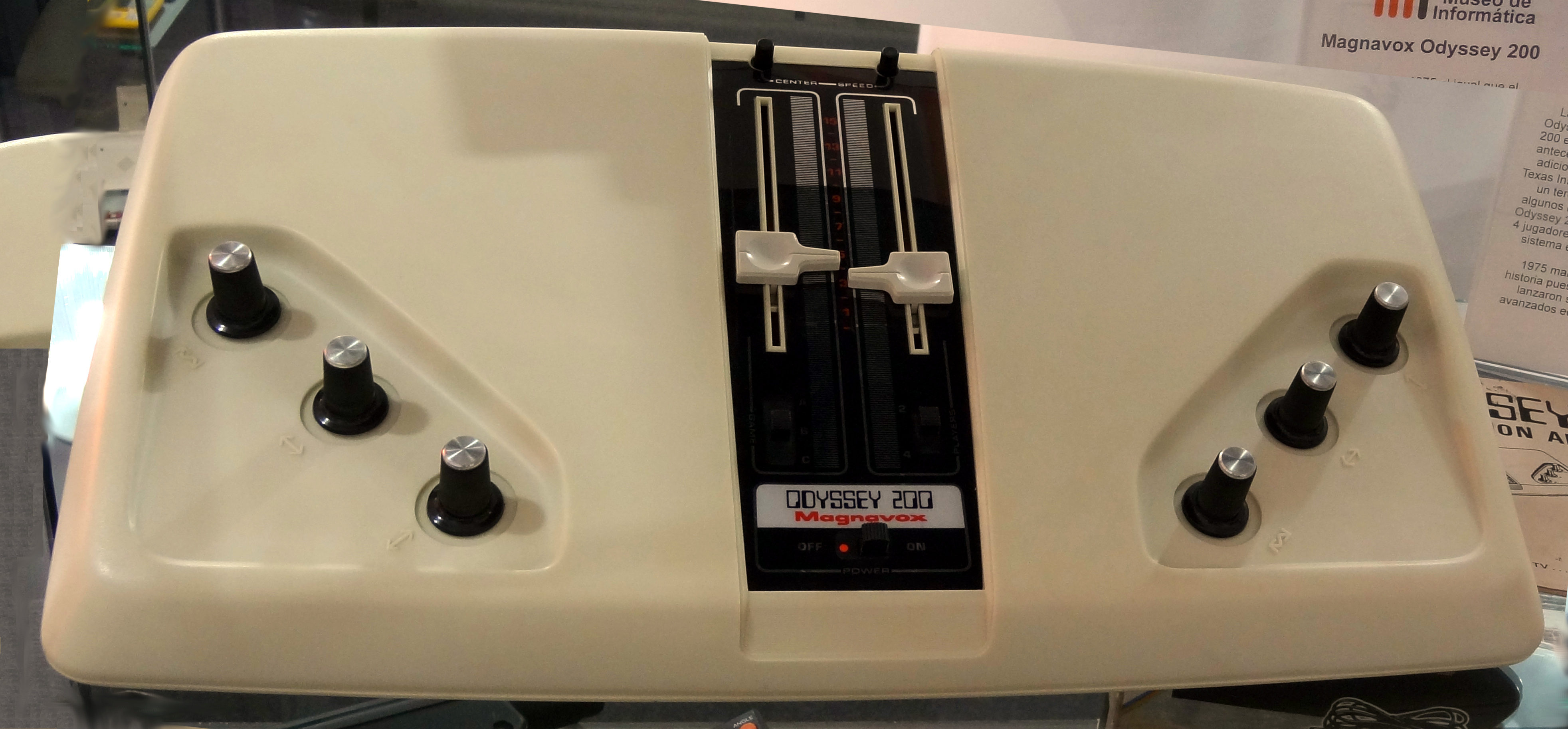
Eine Magnavox Odyssey 200

Die Magnavox Odyssey 200 wurde ebenfalls 1975 als eine High-End-Variante der 100 veröffentlicht. Sie verfügt über die drei Spiele Tennis, Hockey und Smash.

### Magnavox Odyssey 300

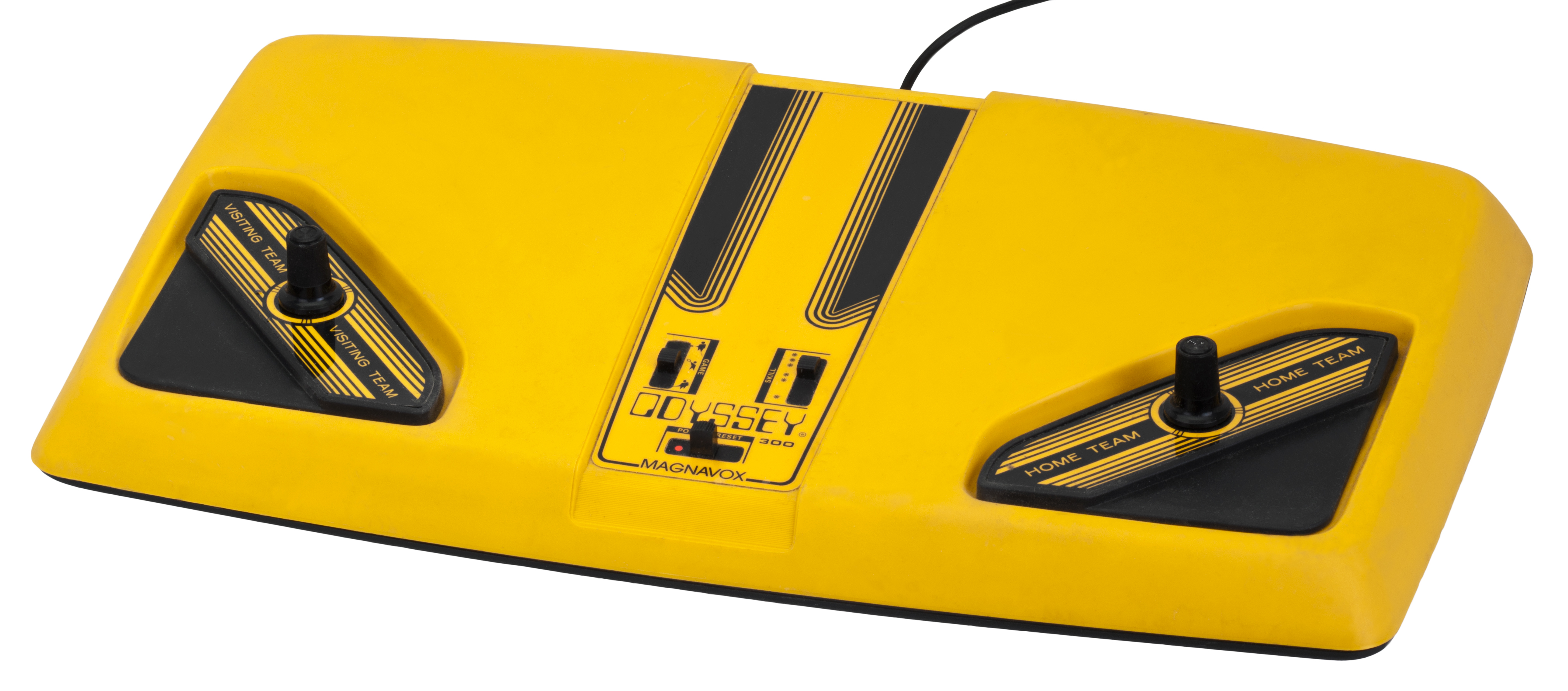
Eine Magnavox Odyssey 300

Die Magnavox Odyssey 300 wurde 1976 veröffentlicht. Im Gegensatz zu den beiden vorherigen Konsolen-Modellen sollte die Odyssey 300 direkt mit dem Coleco Telstar konkurrieren. Wie der Telstar verwendet auch der Odyssey 300 den AY-3-8500-Chip und war eine der ersten Konsolen, die einen einzelnen IC-Chip als Schwerpunkt ihres Designs anstelle mehrerer Computerchips oder Transistor-Transistor-Logik verwendete. Die Odyssey 300 hat die gleichen drei Spiele wie die Odyssey 200 eingebaut, obwohl ihr Gameplay aufgrund der Verwendung der AY-3-8500 eher Ataris Pong ähnelt als die der vorherigen Spiele von Magnavox. Die horizontale Steuerung fehlte, der Ballwinkel wurde automatisiert und die Spiele werden mit einem einzigen Schalter anstelle von drei gesteuert. Im Gegensatz zur 200 hat die Odyssey 300 drei Schwierigkeitsgrade: Anfänger, Mittelstufe und Experte. Auch aufgrund der Implementierung des AY-3-8500 führte der 300 eine digitale Punktanzeige auf dem Bildschirm ein.

### Magnavox Odyssey 400

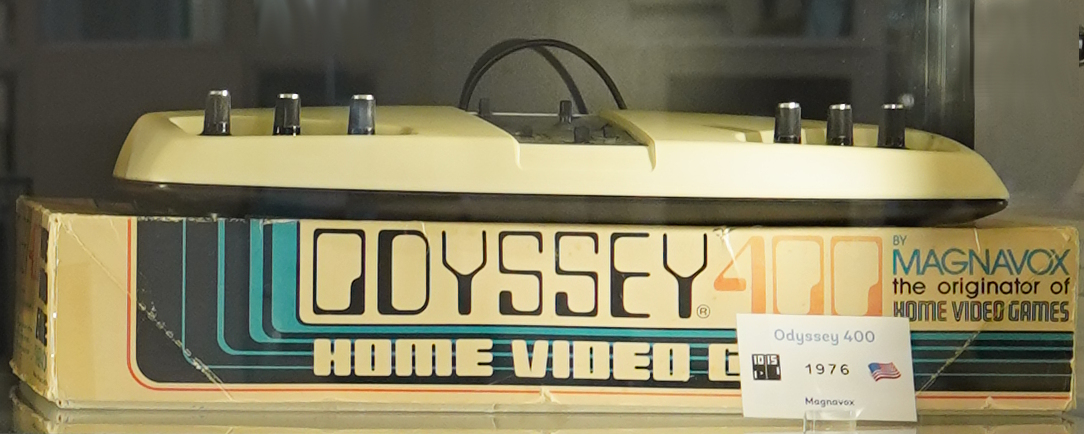
Eine Magnavox Odyssey 400

Die Magnavox Odyssey 400 wurde 1976 veröffentlicht. Sie ist im Grunde genommen eine aktualisierte Version der Odyssey 200 mit automatischem Aufschlag und zusätzlichen digitalen Bewertungsfunktionen auf dem Bildschirm. Die Konsole spielt die gleichen drei Spiele wie die Odyssey 200 ab und verfügt über die gleichen drei Einstellräder für vertikale Bewegung, horizontale Bewegung und „englische“ Steuerung. Ein zusätzlicher Texas Instruments-Chip wurde verwendet, um die Punktanzeige auf dem Bildschirm zu implementieren. Auf die mechanische Punkteanzeige der 200 wurde verzichtet.

### Magnavox Odyssey 500

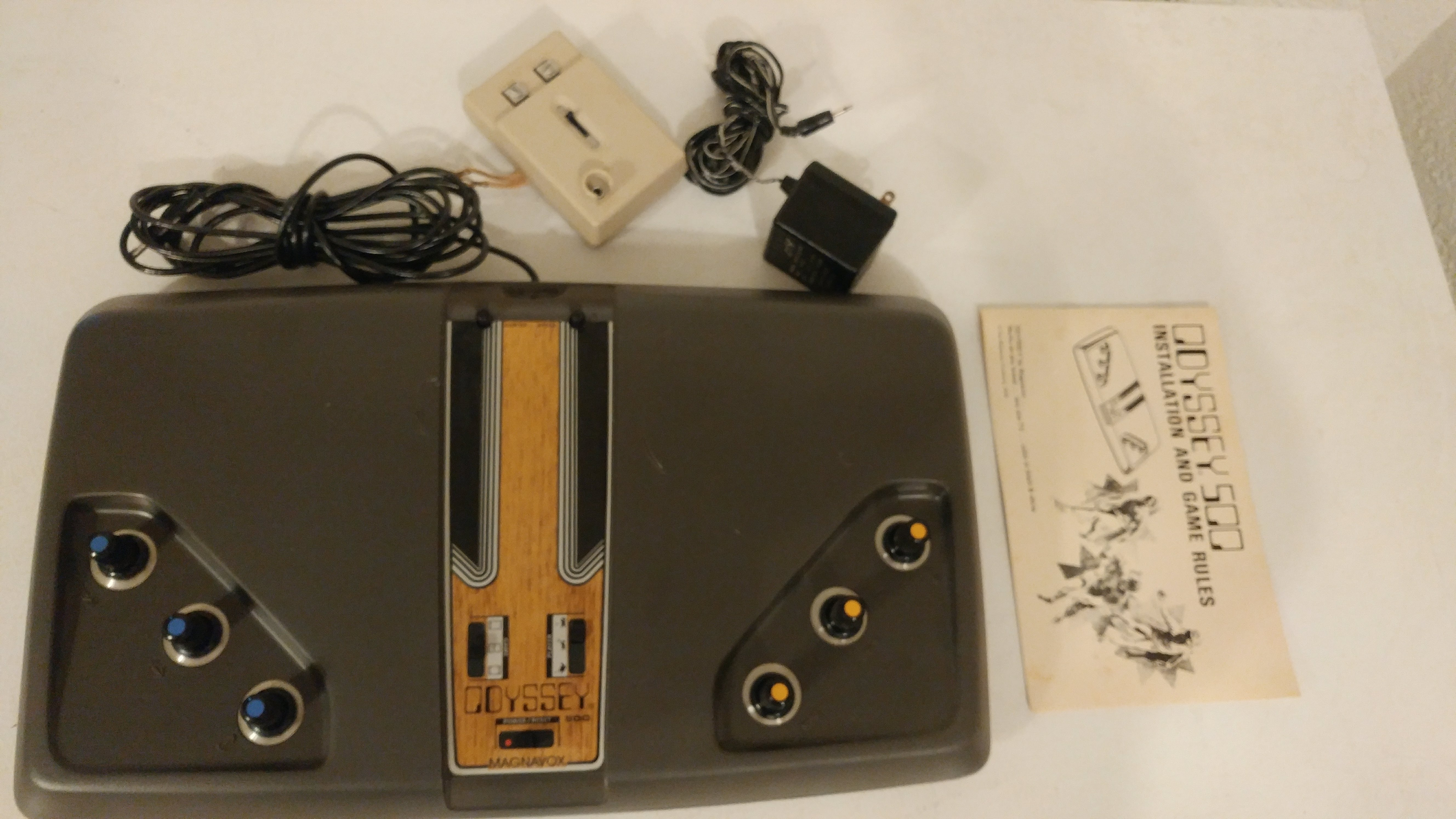
Eine Magnavox Odyssey 500

Die Magnavox Odyssey 500 (Modellnummer: 7520) wurde 1976 als Magnavox' High-End-Variante der Modelle 300 und 400 veröffentlicht. Sie ist im Wesentlichen eine verbesserte Version der Odyssey 400 mit mehreren entscheidenden Erweiterungen. Das Modell 500 konnte Farbe ausgeben (die erste Odyssey-Konsole, die dies konnte) und ersetzte die auf dem Bildschirm dargestellten Paddle durch Sprites, die die Sportler der jeweiligen Spiele repräsentieren: einen Tennisspieler bei Tennis, einen Smash-Spieler bei Schmetterball und einen Hockeyspieler bei Hockey. Die drei Spieler und drei Spielfelder wurden jeweils durch separate Kippschalter ausgewählt. Zusätzlich zu den Smash-, Hockey- und Tennisspielen enthielt die Odyssey 500 ein viertes Spiel, Soccer, bei dem die Smash-Spieler-Grafiken mit dem Hockey-Spielfeld verwendet wurden. Wie bei allen früheren Odyssey-Geräten erfolgt die Stromversorgung über ein Netzteil oder sechs C-Zellen-Batterien.

### Magnavox Odyssey 2000

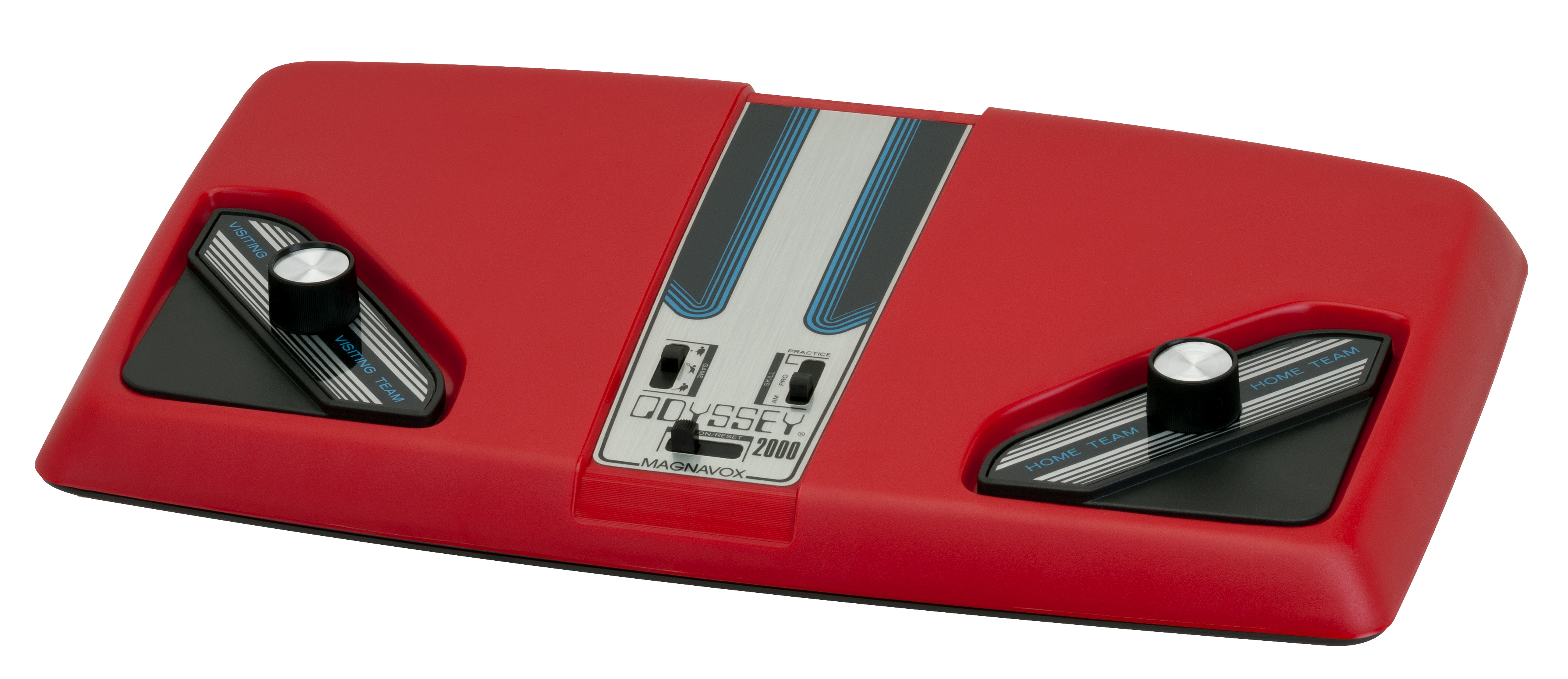
Eine Magnavox Odyssey 2000

Die Magnavox Odyssey 2000 (Modellnummer: BH7510) wurde 1977 veröffentlicht. Sie war im Grunde eine aktualisierte Version der Odyssey 300. Wie die 300 nutzte auch die Odyssey 2000 ein Einzelchip-Design mit einem AY-3-8500. Die Odyssey 2000 ist für zwei Spieler ausgelegt und verwendet ein einziges Paddle für die Spielwahl jedes Spielers anstelle der drei Knöpfe, die von früheren Magnavox-Videospielkonsolen verwendet wurden. Zusätzlich zu den Spielvarianten Tennis, Hockey und Squash („Smash“) gab es bei der Odyssey 2000 eine Übungsvariante für den Einzelspielermodus in Form des Spiels Squash. Während des Spiels erzielte Punkte wurden oben auf dem Bildschirm angezeigt. Wie frühere Odyssey-Modelle wird auch die Odyssey 2000 entweder mit sechs C-Batterien oder einem optionalen Netzteil betrieben.

### Magnavox Odyssey 3000

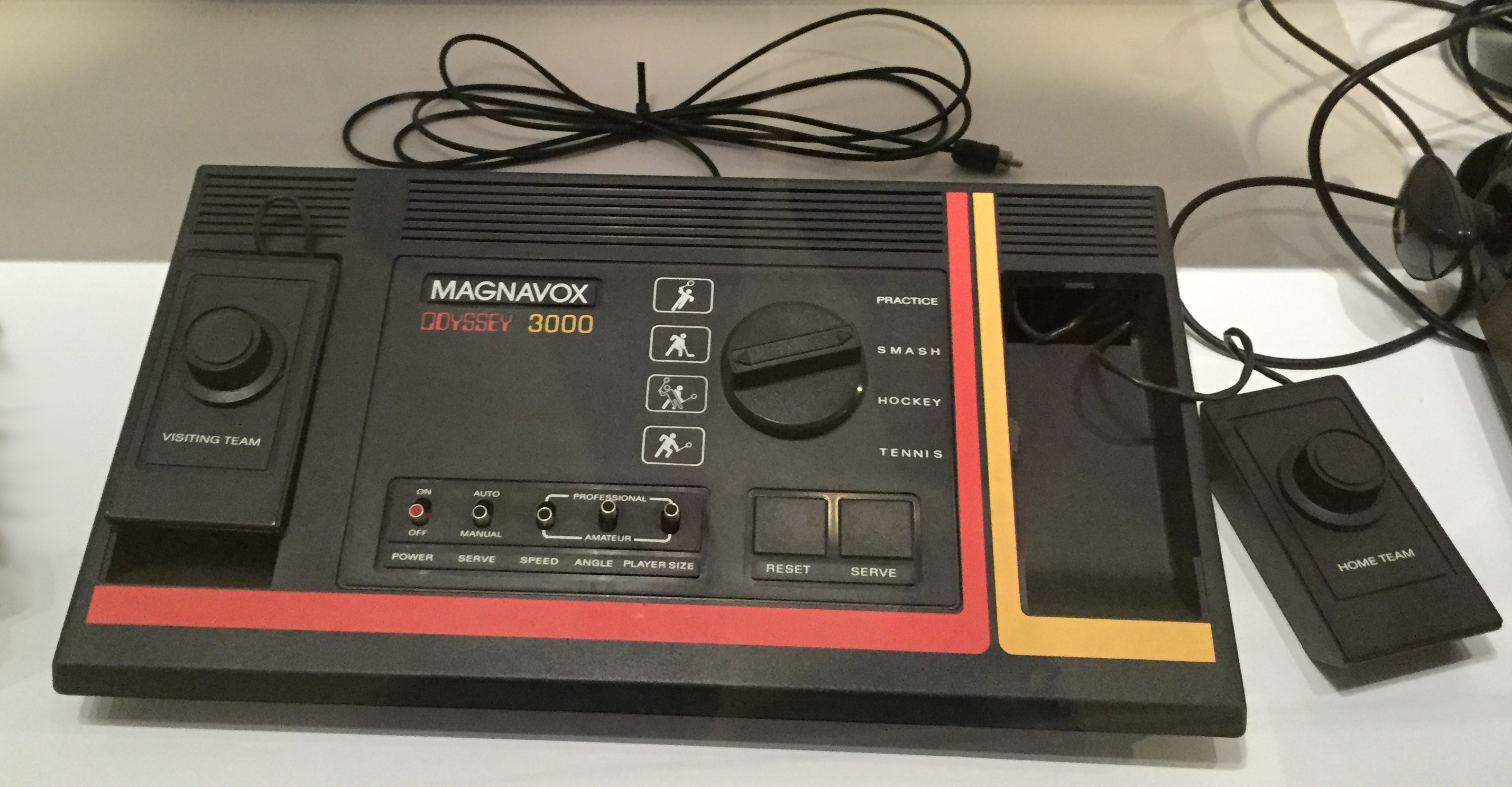
Eine Magnavox Odyssey 3000 mit zwei dazugehörigen Controllern

Die Magnavox Odyssey 3000 (Modellnummer: 7508) wurde 1977 veröffentlicht. Sie bietet die gleichen Spielvarianten wie die Odyssey 2000 (Tennis, Hockey und Smash). Das Gerät ist für zwei Spieler ausgelegt, es ist wie bei der 2000 jedoch auch ein Solo-Übungsmodus für Smash verfügbar. Zusätzliche Steuerelemente ermöglichen es den Spielern, den automatischen oder manuellen Aufschlag, die Ballgeschwindigkeit und den Ballablenkungswinkel (20 oder 40 Grad) auszuwählen. Mit der Odyssey 3000 gab Magnavox sein altes Gehäusedesign auf. Die Konsole selbst ist eckiger und weniger abgerundet. Für die Einschlag- und Reset-Funktionen werden zwei flache Tasten verwendet und die Regler-Einstellknöpfe wurden verkleinert. Der Odyssey 3000 verwendet einen flachen runden Knopf zur Auswahl verschiedener Spiele. Im Gegensatz zu allen früheren Odyssey-Konsolen verfügt die Odyssey 3000 über abnehmbare Paddle ohne Feuerknöpfe. Die Odyssey 3000 wird entweder mit sechs C-Batterien oder einem optionalen Netzteil betrieben.

### Magnavox Odyssey 4000

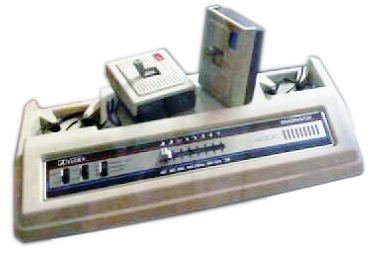
Eine Magnavox Odyssey 4000 mit zwei dazugehörigen Controllern

Magnavox schloss ihre Magnavox-Odyssey-Serie mit der Magnavox Odyssey 4000 ab. Die Konsole (Modellnummer: 7511) wurde 1977 veröffentlicht. Basierend auf dem Single-Chip-Design AY-3-8600 verfügt die Odyssey 4000 über insgesamt sechs verschiedene Spiele (Tennis, Hockey, Fußball, Basketball, Smash und Gridball) und beinhaltet einen Übungsmodus für das Solo-Spiel in Basketball und Smash. Wie bei der Odyssey 3000 bietet auch die Odyssey 4000 einen Skill-Switch für Anfänger, Semi-Profis und Profis. Zusätzliche Funktionen sind automatischer Aufschlag und variable Ballgeschwindigkeiten. Im Gegensatz zur Odyssey 3000 verfügte die Odyssey 4000 über abnehmbare Joysticks. Der AY-3-8615-Chip ermöglichte es der Odyssey 4000, ihre Spiele in Farbe anstelle von Schwarzweißgrafiken anzuzeigen. Die Odyssey 4000 wird von einem mitgelieferten Netzteil mit Strom versorgt. Zum Steuern kommen Joysticks zum Einsatz.

### Magnavox Odyssey 5000
Die Magnavox Odyssey 5000 sollte zwei Chips enthalten, National Semiconductors MM571068 und Sigetics' MUGS-1, wodurch das System insgesamt sieben Spiele (mit Varianten 24) abspielen sollte: Tennis, Hockey, Volleyball, Basketball, Knockout, Tank und Helicopter. Man sollte mit vier Spielern gleichzeitig oder alleine gegen einen Computergegner spielen können. Das Modell blieb in der Entwicklung und wurde nicht veröffentlicht.

## Philips-Odyssey-Serie (1976–1978)
Nachdem Magnavox im Jahr 1974 von Philips aufgekauft wurde, begann Philips, seine eigenen Versionen der Konsolen der Magnavox-Odyssey-Serie herzustellen. Nachfolger dieser Spielkonsolen-Serie ist die Philips-Tele-Spiel-Serie.

### Philips Odyssey 200

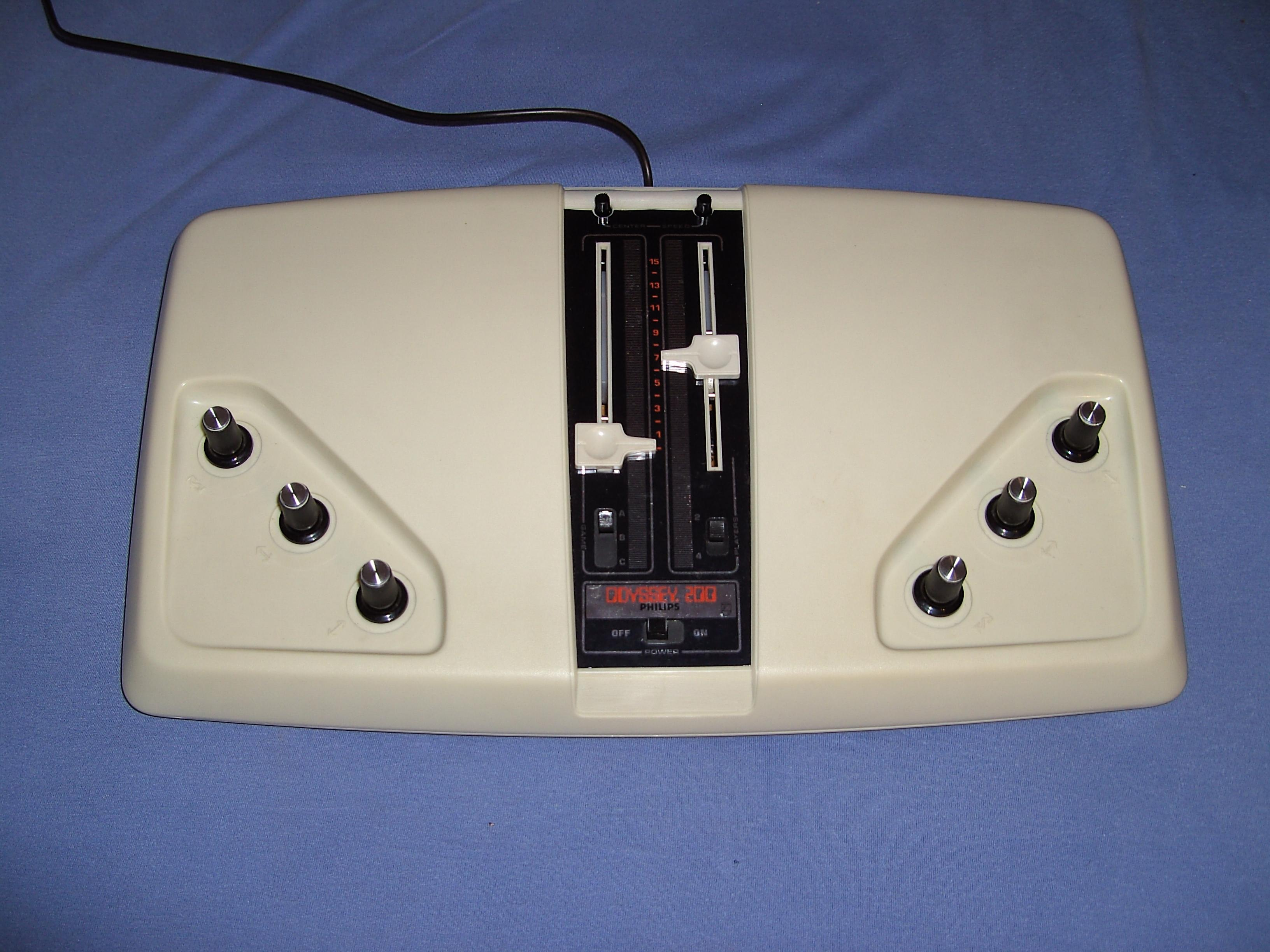
Eine Philips Odyssey 200

Die Philips Odyssey 200 ist weitestgehend identisch mit der Magnavox Odyssey 200. Sie wurde in Europa 1976 veröffentlicht und 1977 von der Philips Odyssey 2001 ersetzt.

### Philips Odyssey 2001

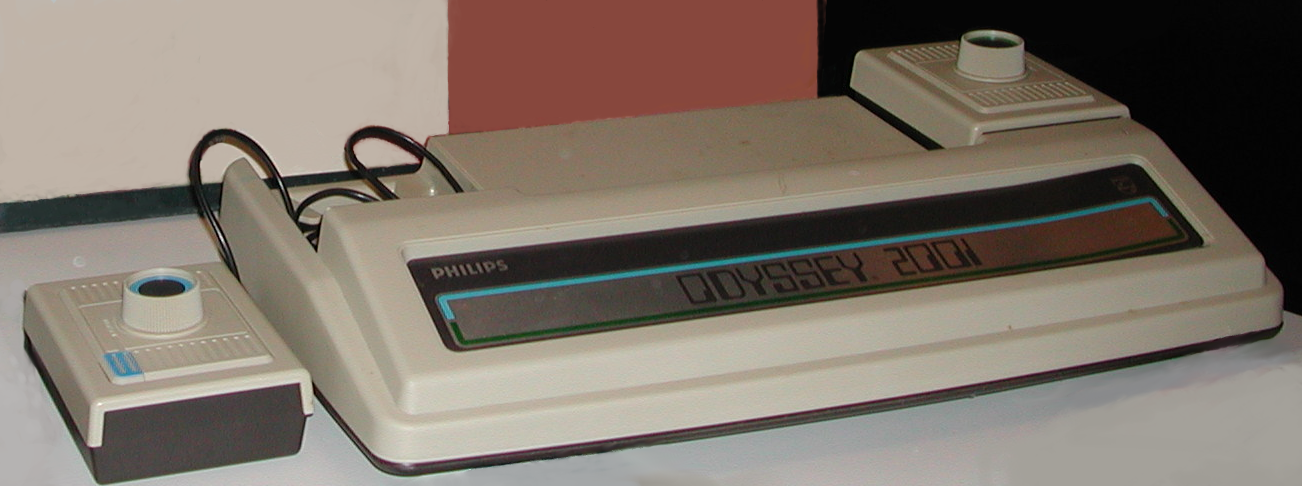
Eine Philips Odyssey 2001 mit zwei dazugehörigen Controllern

Die Philips Odyssey 2001 ist die Philips-Version der Magnavox Odyssey 4000 mit Unterschieden in den installierten Spielen und der Verwendung abnehmbarer Paddel anstelle von Joysticks. Die 1977 erschienene Philips Odyssey 2001 basiert auf dem National Semiconductor MM-57105-Chip, der die Spiele Tennis, Hockey und Squash enthält und Farbe und Ton aus dem Ausgabegerät unterstützt.

### Philips Odyssey 2100

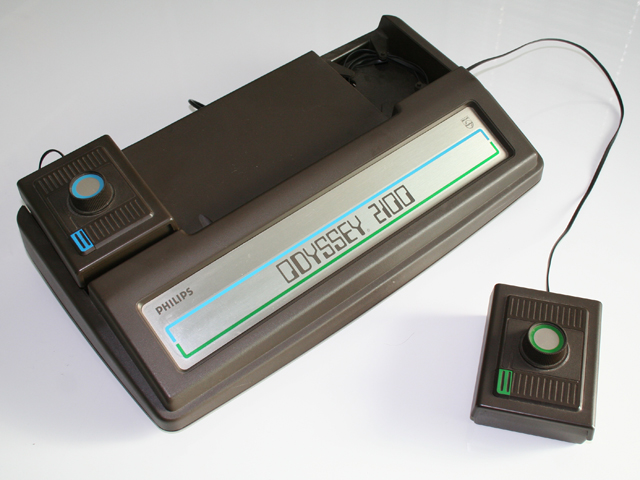
Eine Philips Odyssey 2100 mit zwei dazugehörigen Controllern

Die Philips Odyssey 2100 wurde 1978 veröffentlicht und hat das gleiche Gehäusedesign wie der Vorgänger 2001. Mit dem National Semiconductor MM-57186N-Chip ist das System dazu in der Lage, 6 Spiele mit jeweils mehreren Spielvarianten darzustellen: Wipe-Out (ähnlich Breakout, 7 Varianten), Flipper (7 Varianten), Tennis (2 Varianten), Handball (2 Varianten), Eishockey (2 Varianten) und Fußball (3 Varianten).

## Magnavox Odyssey 2/Philips Videopac G7000 (1978)

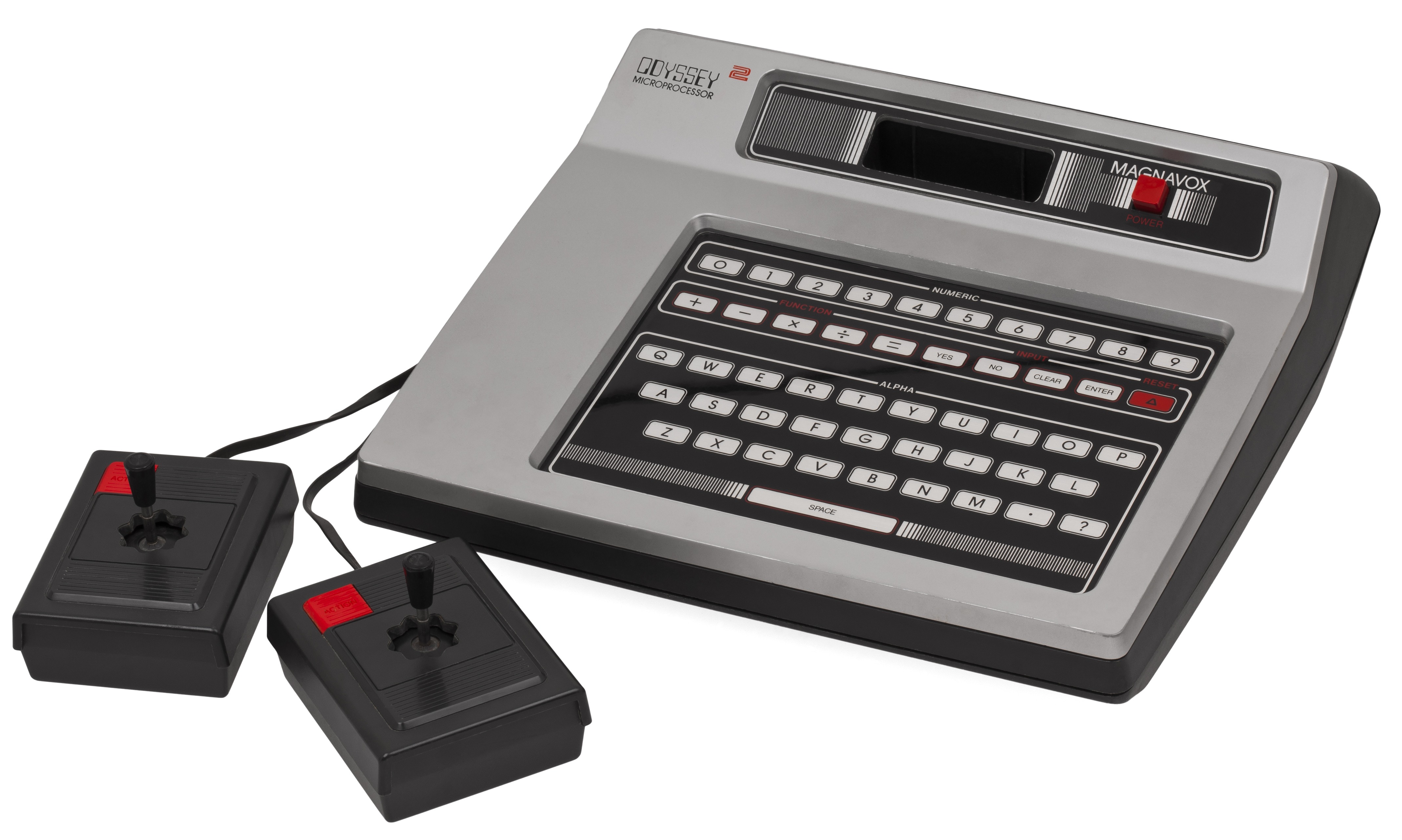
Eine Magnavox Odyssey 2 mit zwei dazugehörigen Controllern

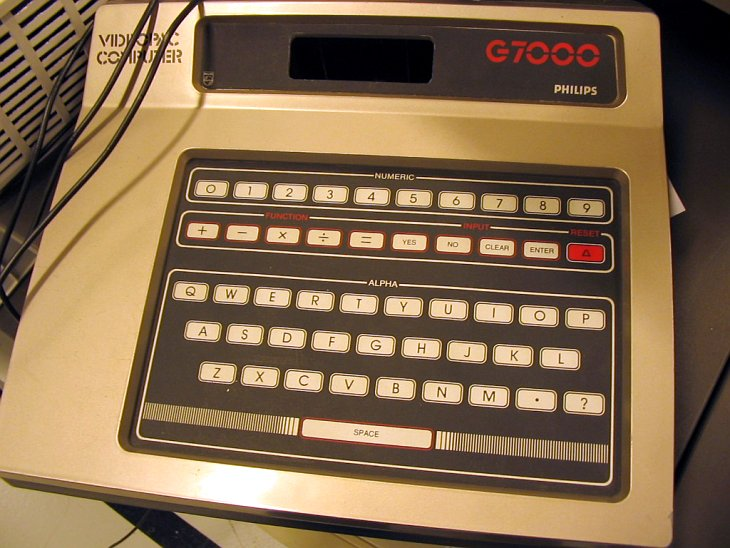
Ein Philips Videopac G7000

Nachdem Magnavox eine Tochtergesellschaft von Philips wurde, erschien 1978 die Konsole Philips Videopac G7000, die in den USA unter dem Namen Magnavox Odyssey 2 (Eigenschreibweise: Magnavox Odyssey²) vermarktet wurde.